# Clisson et Eugénie

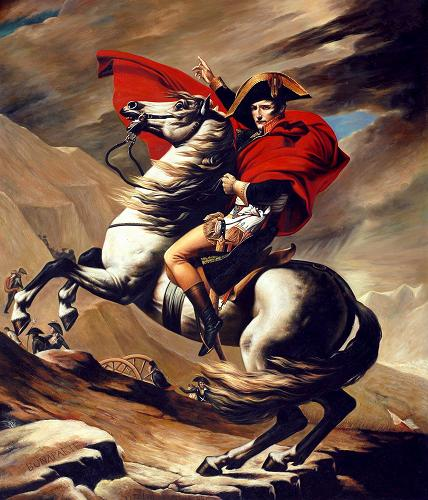
O imperador Napoleão I da França, escritor do romance Clisson et Eugénie.

Clisson et Eugénie é a única novela escrita por Napoleão Bonaparte em 1795. É amplamente reconhecido como sendo um relato ficcional do amor condenado entre um soldado e sua amada. Pode ter sido inspirado na própria relação de Bonaparte com Desidéria Clary.
A narrativa foi compilada pelo historiador britânico Peter Hicks e por Emilie Barthet em 2007. A versão em português foi publicada em 2025 pelo escritor G. V. Rindborg.

## Sinopse
Clisson, um heroico soldado revolucionário francês, mas cansado de guerra, conhece e se apaixona por Eugénie. Aposenta-se como militar, Clisson e Eugénie casam-se e criam vários filhos dentro de um retiro rural idílico, mas as guerras recomeçam e Clisson se sente obrigado a servir o seu país. Infelizmente, Clisson é ferido na batalha de Berville e um camarada, enviado para tranquilizar Eugénie, acaba seduzindo a mulher, que pára de enviar cartas a Clisson. Inconsolável com o final do seu casamento, Clisson, em seguida, envia uma carta final a sua esposa infiel e ao amante dela, antes de  deliberadamente planear a sua morte na frente de uma carga armada em direção ao inimigo.
Alguns observadores e críticos têm afirmado que Napoleão foi influenciado pelo trabalho de Jean-Jacques Rousseau, particularmente La Nouvelle Héloïse (1761) e de Goethe com Os Sofrimentos do Jovem Werther (1774).